# Glaphyrus haroldi
Glaphyrus haroldi là một loài bọ cánh cứng trong họ Glaphyridae. Loài này được Quedenfeldt miêu tả khoa học năm 1891.